# Oreopanax pachycephalus
Oreopanax pachycephalus är en araliaväxtart som beskrevs av Jules Émile Planchon, Linden och Berthold Carl Seemann. Oreopanax pachycephalus ingår i släktet Oreopanax och familjen Araliaceae. Inga underarter finns listade.